# 몬터규개구리매

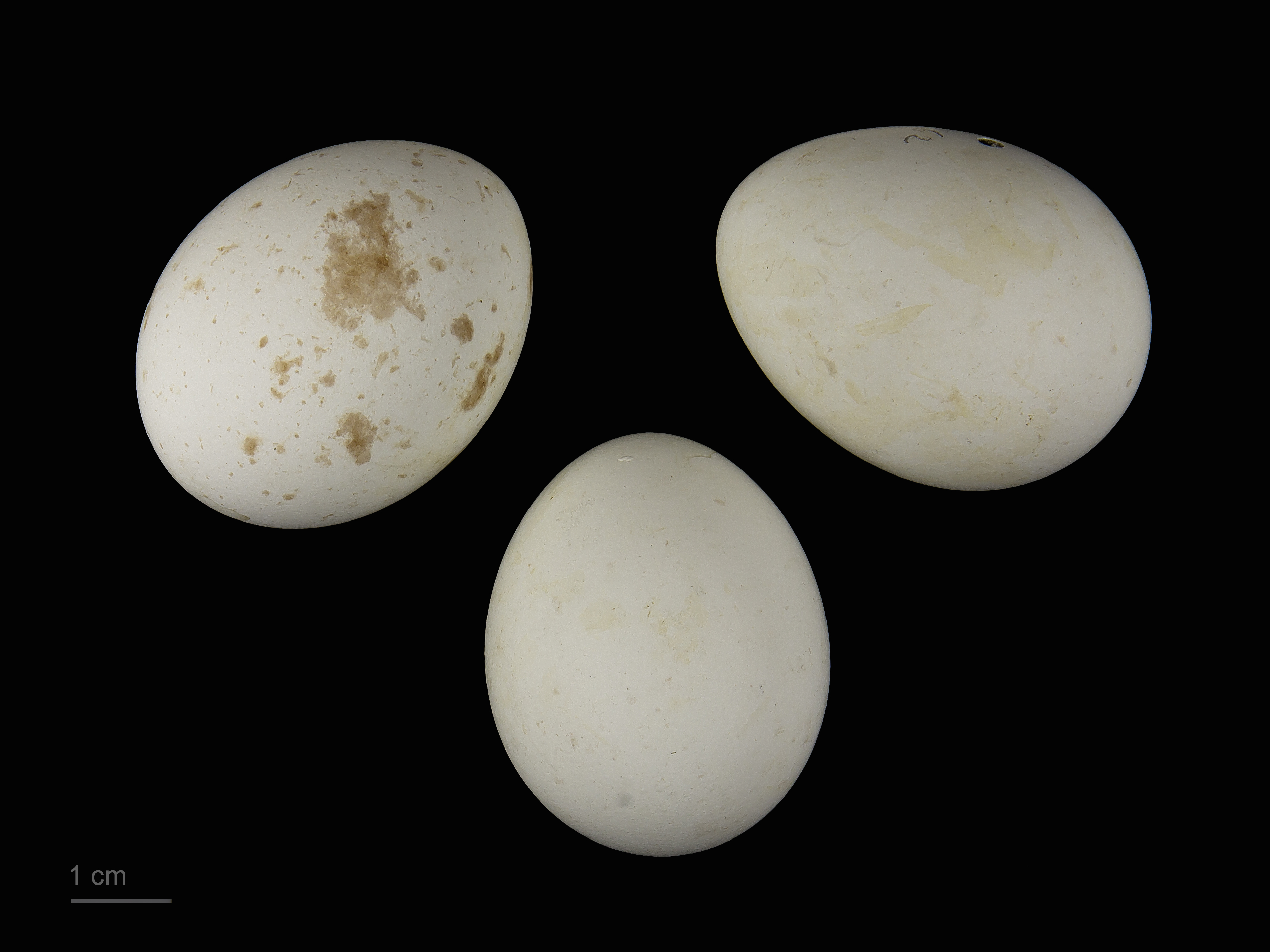
Circus pygargus

몬터규개구리매(학명:  Circus pygargus)는 매목 수리과의 맹금이자 철새이다. 유라시아 대륙과 아프리카 대륙에 분포하며, 침엽수림에 주로 서식한다.